# Tara-hegy
A Tara-hegy (szerb nyelvű cirill írásmóddal: Тара, fonetikusan: [târa]) Szerbia nyugati középső részén helyezkedik el a határhoz közel. A hegy a Dinári-hegység tagja. Csúcsainak magassága 1000 és 1500 méter között ingadozik. A hegyoldalakat sűrű erdőség borítja, melyet a magasabban fekvő régiókban irtások során legelők, hegyi rétek és meredek sziklás részek váltanak fel. A hegy felszínébe a Drina mély kanyonokat vágott, és számos karsztjelenség, illetve barlang található a víz munkája nyomán a hegyoldalakon. A hegy népszerű idegenforgalmi célpont. A Tara Nemzeti Park a hegy jelentős részét magában foglalja. A hegy legmagasabb csúcsa a Zborište, amely 1544 méterrel magasodik a tengerszint fölé.

## Tara Nemzeti Park
A Tara Nemzeti Parkot 1981-ben hozták létre. A park a Tara-hegy és a bosnyák határon fekvő Zvijezda-hegy nagy részét magában foglalja a Drina folyó kanyarulatát követve. A park területe mintegy 220 négyzetkilométer, melynek magassága a tengerszinthez képest 250 és 1500 méter között váltakozik. A nemzeti park igazgatósága a közeli Bajina Bašta településen található. 
A nemzeti park területén számos hegycsúcs található, melyeket festői szépségű völgyek választanak el egymástól. A leginkább látványos ezek közül a Drina-folyó völgye, melynek 250 métertől 1000 méterig terjedő völgyfalai közt folyik a Drina a völgy mélyén. A terület jellegzetes felszíni formáit a karszthegységi formák alkotják, számos barlanggal, forrásokkal. 
A park háromnegyedét erdőségek borítják. A park területén harmadidőszaki növényfajok fordulnak elő, többek közt a szerb luc, amely a parknak csak egy kis részén található meg. Nemzeti védelmét tudományos jelentősége és ritkasága miatt kapta. A nemzeti parkban számos állatfaj talál menedéket magának, többek közt barnamedve, zerge, európai őz, hiúz, vidra és farkas. Több, mint 100 madárfaj állandó, vagy ideiglenes szálláshelye a hegyvidék, többek közt ezen a területen is él a szirti sas, fakó keselyű, vándorsólyom, uhu és nyírfajd.

## Idegenforgalom
A főbb szálláshelyek északon Kaluđerske Bare, Bajina Bašta közelében, és Mitrovac délen. A nemzeti park Bajina Baštából közvetlenül elérhető a Bajina Baštát és Kaluđerske Barét összekötő úton keresztül.

## Fordítás
Ez a szócikk részben vagy egészben  a   Tara (mountain) című angol Wikipédia-szócikk ezen változatának fordításán alapul.  Az eredeti cikk szerkesztőit annak laptörténete sorolja fel. Ez a jelzés csupán a megfogalmazás eredetét és a szerzői jogokat jelzi, nem szolgál a cikkben szereplő információk forrásmegjelöléseként.